# Abadon
Abadon (7 de abril de 1992) é o nome de ringue uma pessoa atleta de luta profissional dos Estados Unidos atualmente contratada pela All Elite Wrestling.

## Carreira na luta livre profissional
Sob treinamento de Al Snow e pela Rocky Mountain Pro Academy, Abadon fez sua estreia no wrestling profissional em 18 de janeiro de 2019, em um evento Respect Women's Wrestling, derrotando Aria Aurora. Era regular no Rocky Mountain Pro (RMP), vencendo o Campeonato Rocky Mountain Pro Lockettes em duas ocasiões.
Abadon fez sua estreia na All Elite Wrestling no AEW Dark em 4 de março de 2020, onde lutou com Hikaru Shida. A estreia foi no Dynamite em 17 de junho, derrotando Anna Jay. Após a partida, Abadon assinou um contrato em tempo integral. Em 22 de outubro, sofreu uma lesão na garganta durante uma partida com Tay Conti que manteve Abadon fora de ação por um mês. Em 25 de novembro no episódio do Dynamite, retornou ao All Elite Wrestling, confrontando Hikaru Shida, fazendo com que Shida recuasse de medo e derrubasse o Campeonato Mundial Feminino da AEW. A rivalidade continuou por várias semanas e terminaria em 7 de janeiro de 2021, no AEW New Years Smash, onde Abadon perdeu uma partida contra Shida pelo Campeonato Mundial Feminino da AEW.

## Vida pessoal
Beadnell é uma pessoa não-binária e usa o pronome they singular.

## Campeonatos e conquistas
- Rocky Mountain Pro
  - Campeonato RMP Lockettes (2 vezes)